# Міністр освіти США
Міністр освіти США (англ. United States Secretary of Education) — глава Міністерства освіти США, член Кабінету США, п’ятнадцятий у лінії спадкування президентських повноважень. Посада створена у 1979 році. 
Наразі Міністром є Лінда Мак-Мен, яка була призначена на цю посаду 3 березня 2025 року Президентом Дональдом Трампом.

## Функції
Міністр освіти США є членом Уряду президента та займає п’ятнадцяте місце в лінії успадкування президентської посади США. Ця посадова особа відповідає за вплив федерального уряду на освітню політику та очолює Міністерство освіти США.
Міністра консультує Національний консультативний комітет із питань якості та доброчесності навчальних закладів – дорадчий орган, який займається питаннями, пов’язаними з акредитацією, а також процесом визначення відповідності та сертифікації закладів вищої освіти.

## Список міністрів освіти США
Партії
      Демократична
      Республіканська
| №  | Портрет                  | Міністр            | Штат проживання   | Початок повноважень | Закінчення повноважень | Президент(и) | Президент(и)     |
| -- | ------------------------ | ------------------ | ----------------- | ------------------- | ---------------------- | ------------ | ---------------- |
| 1  |                          | Ширлі Гафстедлер   | Каліфорнія        | 30 листопада 1979   | 20 січня 1981          |              | Джиммі Картер    |
| 2  |                          | Террел Белл        | Юта               | 22 січня 1981       | 20 січня 1985          |              | Рональд Рейган   |
| 3  |                          | Вільям Беннетт     | Північна Кароліна | 6 листопада 1985    | 20 вересня 1988        |              | Рональд Рейган   |
| 4  |                          | Лауро Кавазос      | Техас             | 20 вересня 1988     | 12 грудня 1990         |              | Рональд Рейган   |
| 4  | Джордж Герберт Вокер Буш | Лауро Кавазос      | Техас             | 20 вересня 1988     | 12 грудня 1990         |              |                  |
| 5  |                          | Ламар Александер   | Теннессі          | 22 березня 1991     | 20 січня 1993          |              |                  |
| 6  |                          | Річард Райлі       | Південна Кароліна | 21 січня 1993       | 20 січня 2001          |              | Білл Клінтон     |
| 7  |                          | Родерік Пейдж      | Техас             | 20 січня 2001       | 20 січня 2005          |              | Джордж Вокер Буш |
| 8  |                          | Маргарет Спеллінгс | Техас             | 20 січня 2005       | 20 січня 2009          |              | Джордж Вокер Буш |
| 9  |                          | Арне Дункан        | Іллінойс          | 21 січня 2009       | 1 січня 2016           |              | Барак Обама      |
| 10 |                          | Джон Кінг          | Нью-Йорк          | 1 січня 2016        | 20 січня 2017          |              | Барак Обама      |
| 11 |                          | Бетсі Девос        | Мічиган           | 7 лютого 2017       | 8 січня 2021           |              | Дональд Трамп    |
| 12 |                          | Міґель Кардона     | Коннектикут       | 2 березня 2021      | 20 січня 2025          |              | Джо Байден       |
| 13 |                          | Лінда Мак-Мен      | Коннектикут       | 3 березня 2025      | Зараз на посаді        |              | Дональд Трамп    |